# Сельское поселение «Посёлок Молодёжный» (Калужская область)
Се́льское поселе́ние «Посёлок Молодёжный» — муниципальное образование в Мещовском районе Калужской области Российской Федерации.
Административный центр — посёлок Молодёжный.

## Население
| 2010  | 2012  | 2013  | 2014  | 2015  | 2016  | 2017  |
| ----- | ----- | ----- | ----- | ----- | ----- | ----- |
| 1601  | ↗1882 | ↗2054 | ↘2043 | ↘1975 | ↗2062 | ↘1942 |
| 2018  | 2019  | 2020  | 2021  |       |       |       |
| ↘1726 | ↘1622 | ↘1562 | ↘1276 |       |       |       |

## Состав сельского поселения
| №  | Населённый пункт     | Тип населённого пункта          | Население |
| -- | -------------------- | ------------------------------- | --------- |
| 1  | Барятино             | деревня                         | ↘4        |
| 2  | Верзнево             | деревня                         | ↘2        |
| 3  | Воронцово            | деревня                         | ↘3        |
| 4  | Головино             | деревня                         | ↗11       |
| 5  | Домашовский щебзавод | село                            | ↗208      |
| 6  | Каменка              | деревня                         | ↗67       |
| 7  | Курбатово            | деревня                         | ↘4        |
| 8  | Лаптево              | деревня                         | ↘33       |
| 9  | Ломакино             | деревня                         | ↘6        |
| 10 | Маракино             | деревня                         | ↘8        |
| 11 | Мармыжи              | село                            | ↘277      |
| 12 | Мезенцево            | село                            | →0        |
| 13 | Местничи             | село                            | ↘21       |
| 14 | Молодёжный           | посёлок, административный центр | ↗464      |
| 15 | Паршино              | деревня                         | ↘16       |
| 16 | Привалово            | деревня                         | ↘23       |
| 17 | Рязанцево            | село                            | ↘9        |
| 18 | Семениха             | деревня                         | ↗28       |
| 19 | Староселье           | деревня                         | ↗89       |
| 20 | Торкотино            | деревня                         | ↗307      |
| 21 | Урвань               | деревня                         | ↘8        |
| 22 | Хордово              | село                            | ↘11       |
| 23 | Юрасово              | деревня                         | ↘2        |

В 2004 году статус «посёлок» населённых пунктов Домашевского Щебзавода и Молодёжный изменён на статус «село».
В 2009 году статус «село» населённого пункта Молодёжный изменён на статус «посёлок».